# Maximilian Kastner
Maximilian „Maxi“ Kastner (* 3. Januar 1993 in Garmisch-Partenkirchen) ist ein deutscher Eishockeyspieler, der seit März 2015 beim EHC Red Bull München aus der Deutschen Eishockey Liga (DEL) unter Vertrag steht und dort auf der Position des Stürmers spielt. Mit den Münchenern gewann Kastner insgesamt viermal die Deutsche Meisterschaft.

## Karriere

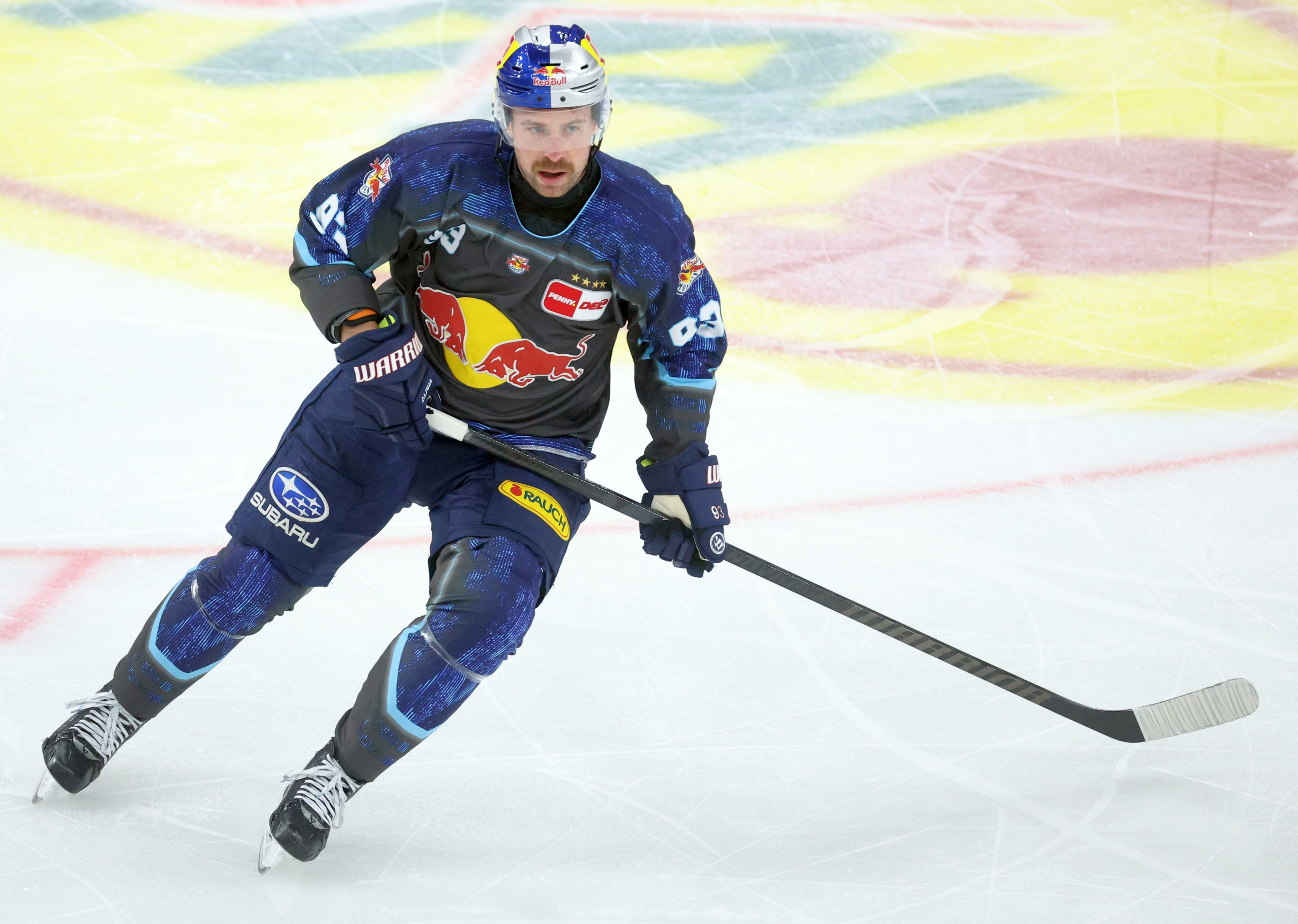
Kastner im Trikot des EHC Red Bull München (2024)

Kastner durchlief zunächst alle Jugendabteilungen des SC Riessersee und spielte unter anderem sehr erfolgreich in der Deutschen Nachwuchsliga (DNL). Bereits in der Saison 2010/11 erhielt er sieben Einsätze in der Hauptrunde und 13 Einsätze in den Playoffs für die Profi-Mannschaft des SC Riessersee in der drittklassigen Oberliga. Außerdem absolvierte Kastner drei Einsätze in der deutschen U-18 Eishockeynationalmannschaft in der Spielzeit 2010/11. Von Beginn der Saison 2011/12 sand Kastner in der Stammaufstellung der 2.-Bundesliga-Mannschaft, nachdem die Mannschaft im Vorjahr den Meistertitel in der Oberliga gewonnen und damit in die 2. Liga aufgestiegen war. In der Saison 2014/15 war er dank einer Förderlizenz außerdem für den DEL-Kooperationspartner des SC Riessersee, den EHC Red Bull München spielberechtigt, absolvierte für die Münchener jedoch nur eine Partie.
Dort erhielt er zur Saison 2015/16, nach dem Ausscheiden des SC Riessersee aus den DEL2-Pre-Playoffs, einen festen Vertrag. Mit den Münchenern gewann der Stürmer in der Folge zwischen 2016 und 2018 sowie 2023 viermal die Deutsche Meisterschaft, ebenso wie zwei Vizemeisterschaften in den Jahren 2019 und 2022. Im Jahr 2023 wurde er zum wertvollsten Spieler der Finalserie ausgezeichnet.

### International

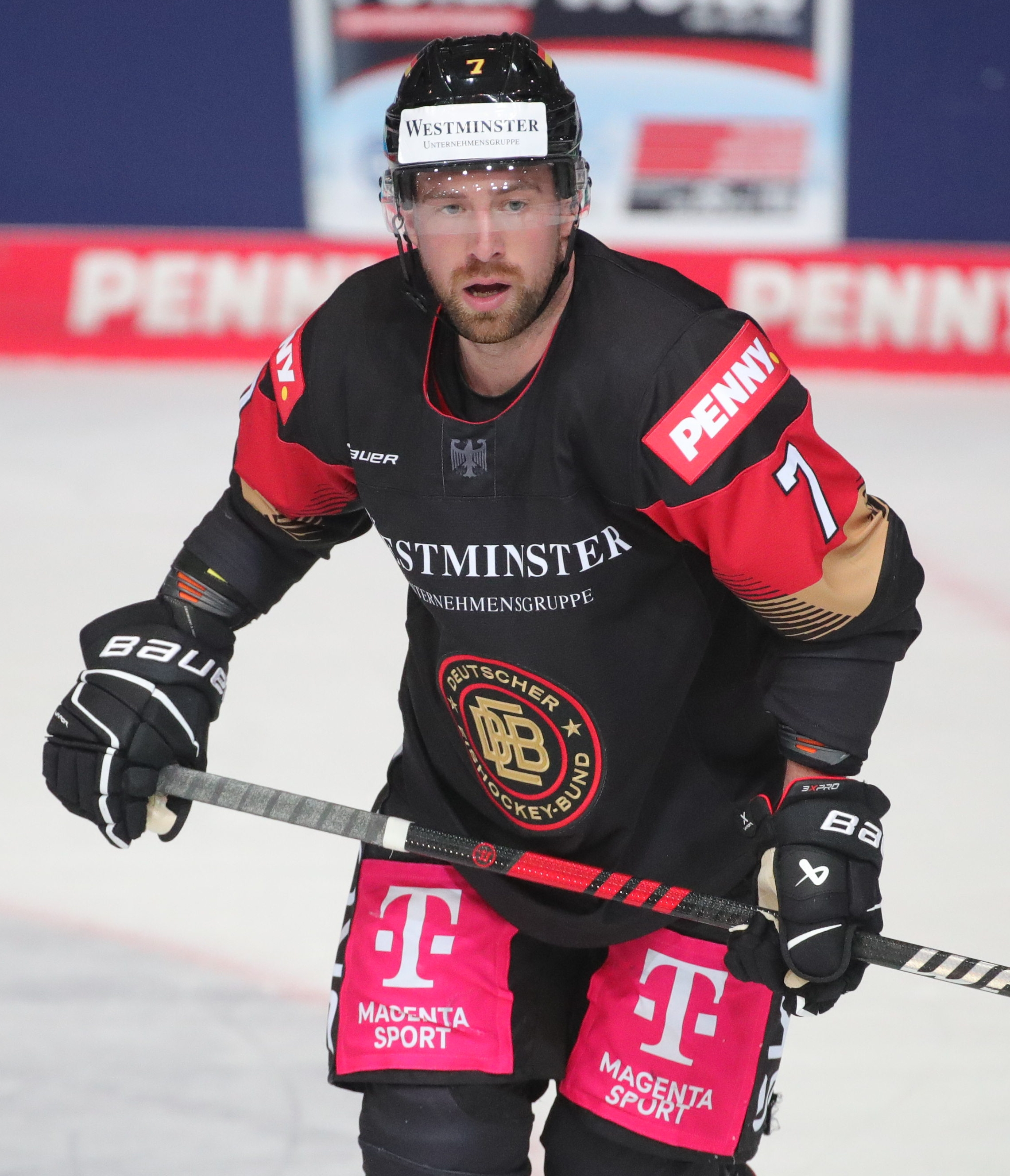
Kastner als Spieler der deutschen Nationalmannschaft (2023)

Nachdem Kastner im Juniorenbereich zwar mit Mannschaften des Deutschen Eishockey-Bundes an internationalen Vergleichen teilnahm, jedoch kein Weltmeisterschaftsturnier bestritt, debütierte er im Verlauf der Saison 2016/17 in der deutschen Nationalmannschaft. Mit selbiger nahm er in der Folge an den Weltmeisterschaften der Jahre 2021 und 2022 teil. Bei der Weltmeisterschaft 2023 errang er mit der Nationalmannschaft die Silbermedaille. Mit den Welttitelkämpfen 2024 und 2025 folgten weitere Teilnahmen.

## Erfolge und Auszeichnungen
| - 2011 Oberliga-Meister und Aufstieg in die 2. Eishockey-Bundesliga mit dem SC Riessersee - 2016 Deutscher Meister mit dem EHC Red Bull München - 2017 Deutscher Meister mit dem EHC Red Bull München - 2018 Deutscher Meister mit dem EHC Red Bull München | - 2019 Deutscher Vizemeister mit dem EHC Red Bull München - 2022 Deutscher Vizemeister mit dem EHC Red Bull München - 2023 Deutscher Meister mit dem EHC Red Bull München - 2023 Wertvollster Spieler der DEL-Finalserie |

### International
- 2023 Silbermedaille bei der Weltmeisterschaft

## Karrierestatistik
Stand: Ende der Saison 2024/25

### International
Vertrat Deutschland bei:
| - Weltmeisterschaft 2021 - Weltmeisterschaft 2022 - Weltmeisterschaft 2023 | - Weltmeisterschaft 2024 - Weltmeisterschaft 2025 |

(Legende zur Spielerstatistik: Sp oder GP = absolvierte Spiele; T oder G = erzielte Tore; V oder A = erzielte Assists; Pkt oder Pts = erzielte Scorerpunkte; SM oder PIM = erhaltene Strafminuten; +/− = Plus/Minus-Bilanz; PP = erzielte Überzahltore; SH = erzielte Unterzahltore; GW = erzielte Siegtore; 1 Play-downs/Relegation; Kursiv: Statistik nicht vollständig)